# Julije Drohobeczky
Julije Drohobeczky (* 13. Januar 1853 in Tiszakarácsonyfalva, Komitat Máramaros, heute Crăciunești, Kreis Maramureș, Rumänien; † 11. Februar 1934 in Križevci, Jugoslawien, heute Kroatien) war Bischof der griechisch-katholischen Diözese Križevci.

## Leben
Julije Drohobeczky wurde am 24. März 1881 zum Diakon und drei Tage später zum Priester geweiht.
Mit kaiserlichem Dekret Franz Joseph I. wurde er am 19. Oktober 1891 zum Bischof von Kreutz ernannt. Diese Ernennung bestätigte Papst Leo XIII. am 17. Dezember 1891.  Er legte sein Bischofsamt am 18. Mai 1917 nieder, zugleich wurde er zum Titularbischof von Polybotus ernannt.
Im Alter von 81 Jahren verstarb Julije Drohobeczky im Bistum von Križevci.